# Zöld-sziget (Oroszország)
A Zöld-sziget (oroszul: Зелёный остров) egy folyami sziget a Don folyó alsó folyásánál, Rosztovi területen, Oroszországban. A hossza 4 km (nyugatról keletre), legnagyobb szélessége 1,5 km. Rosztov-na-Donu Proletarszkij kerületének része. Délről a Don fő csatornájához, északról a Nahicseván-csatornához kapcsolódik, amelytől északra városfejlesztés folyik. A Zöld-sziget szomszédságában van még egy sziget, amely sokkal kisebb méretű.

## Leírása
A szigetet fák és réti növényzet borítja. A nyár, a kőris és a szeder is megtalálhatók az élőhelyen. A strandok többnyire homokosak, növényekkel benőttek. Van még egy nyilvános strand kényelmi szolgáltatásokkal, rekreációs központok, gyermektáborok is működnek a szigeten.
A szigetet északról délre egy egyvágányú villamosított vasútvonal szeli át. A vonal két vasúti hídon keresztezi a Nahicseván-csatornát és a Dont.
A Nahicseván-csatornán át egy pontonhíd vezet, amely hozzáférést biztosít a szigethez. A híd bejáratánál sorompó van, de a gyalogosok és kerékpárosok számára szabad a bejutás.
Az ókorban a szigeten szezonális halásztáborok működtek. A közeli Kobjakovszkij településhez tartoztak.

## Képgaléria

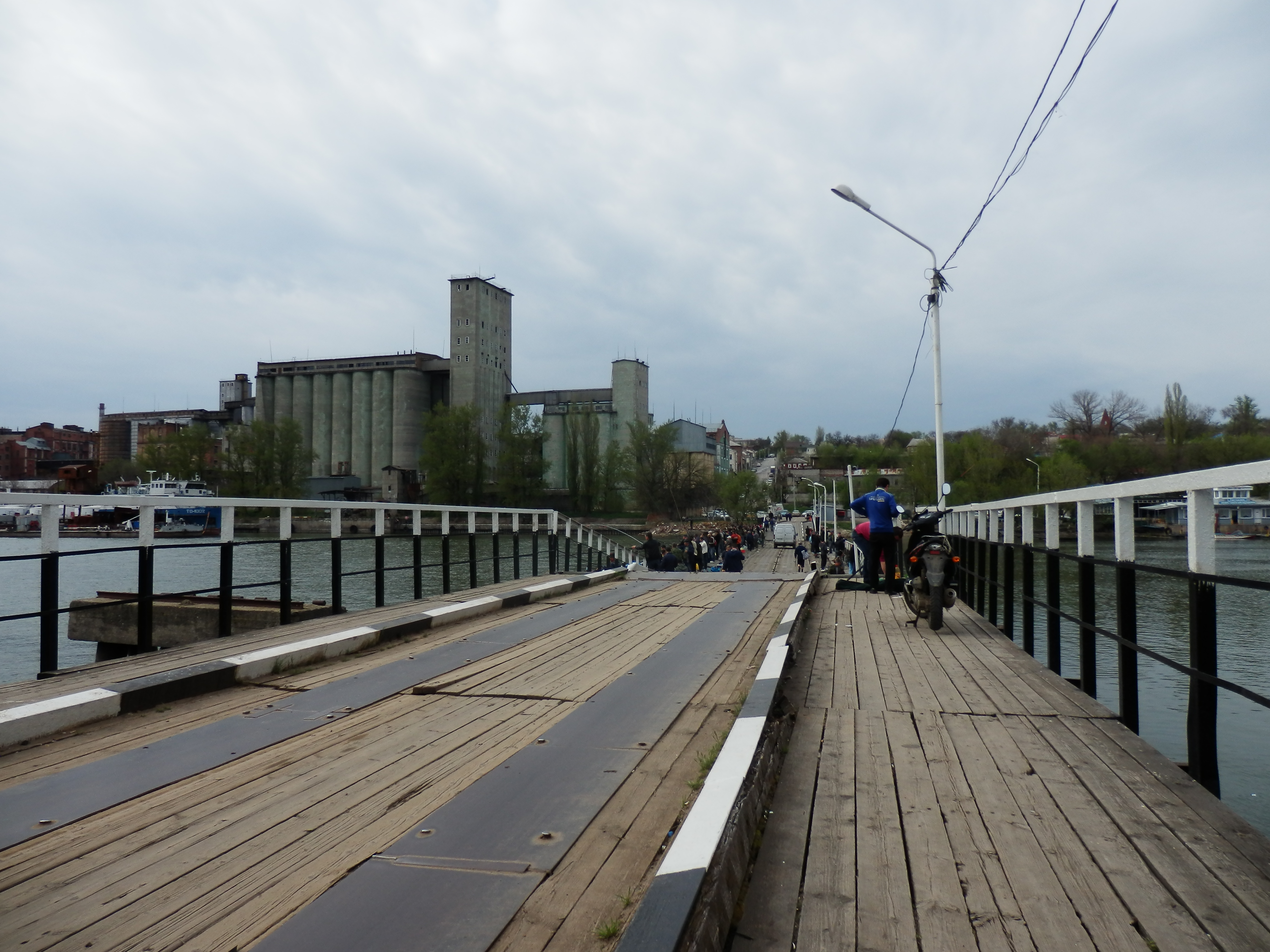
Pontonhíd a szigetre, kilátás a városra
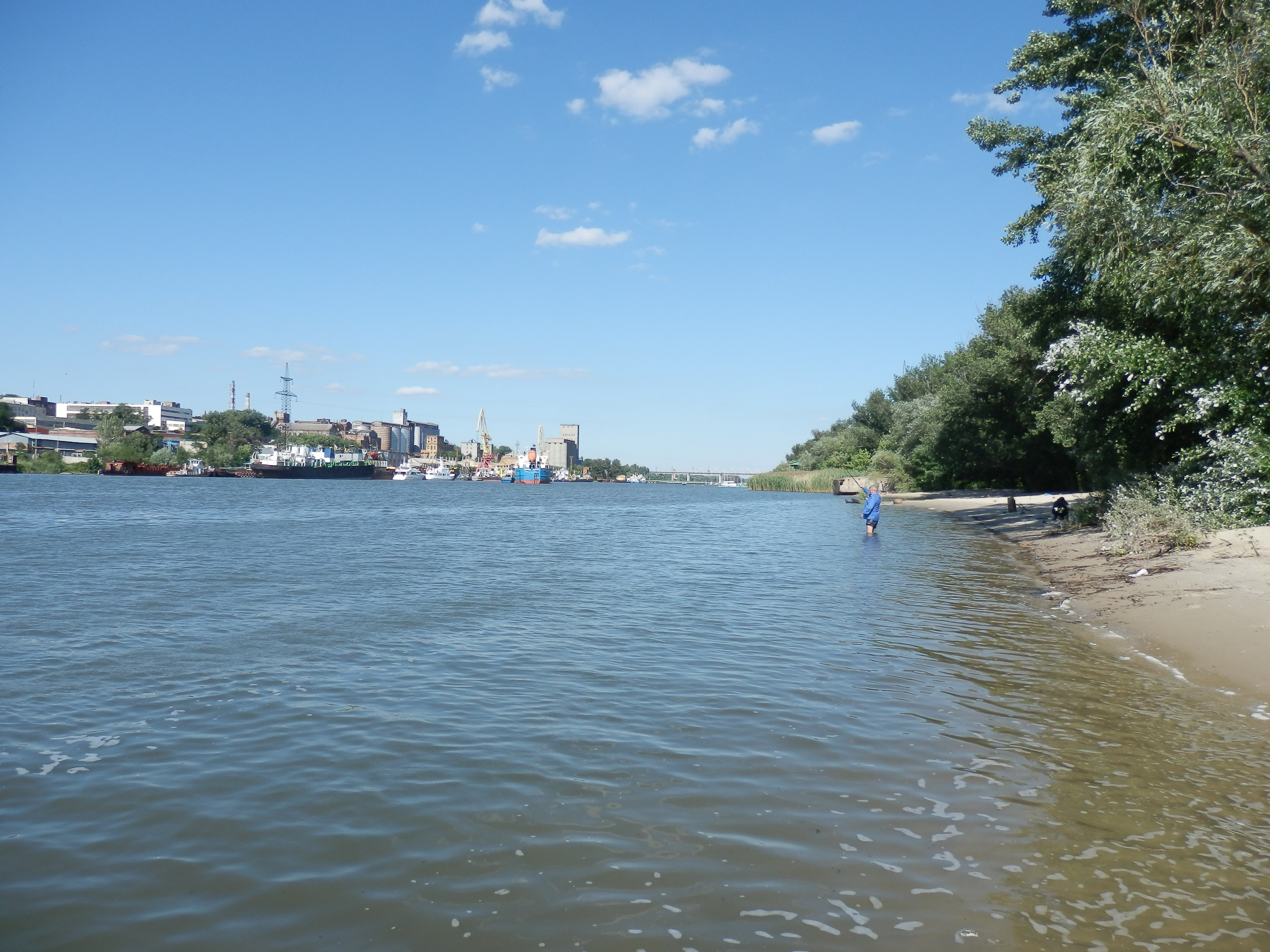
Homokos strand a sziget nyugati részén
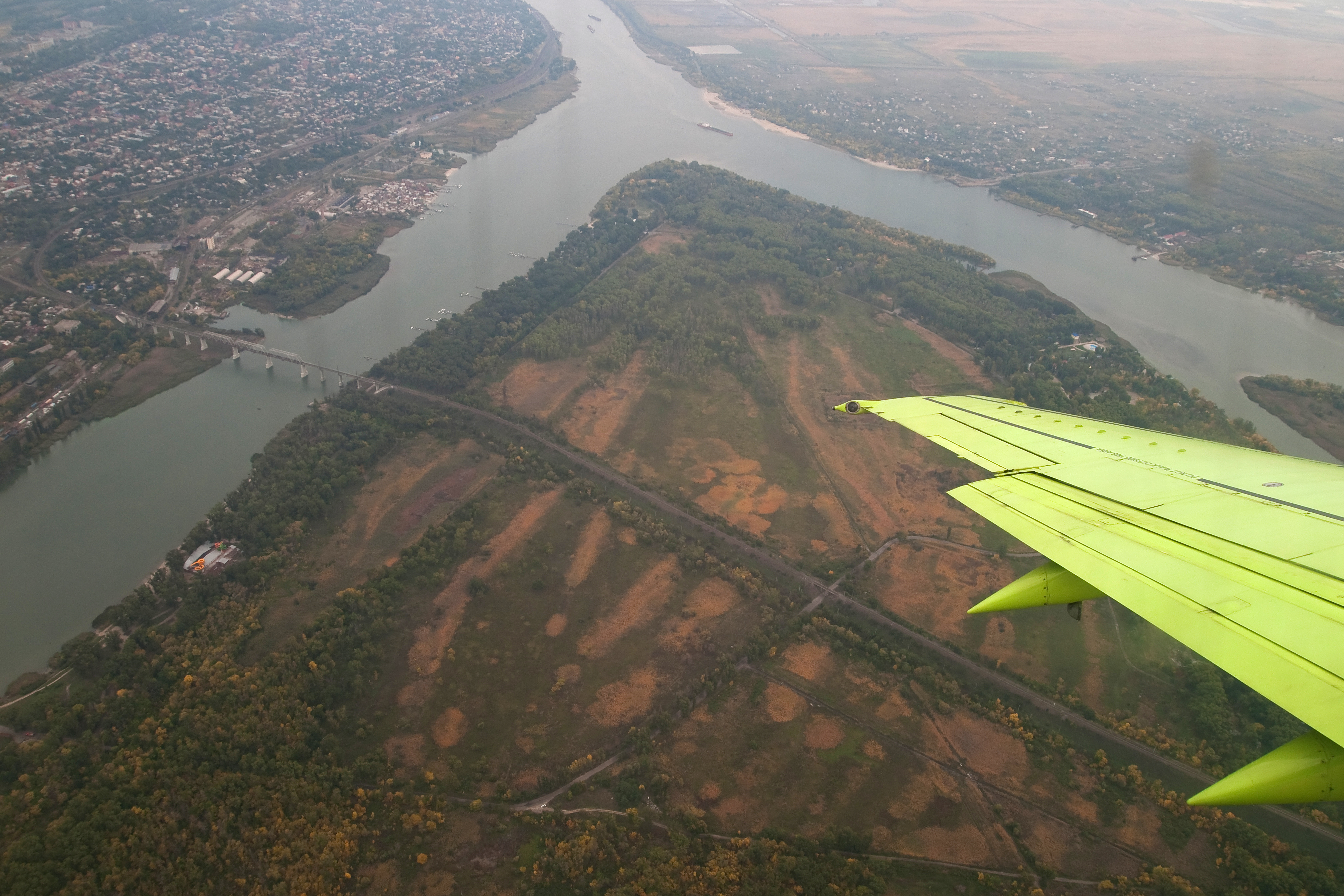
A táj a sziget közepén, légi felvétel
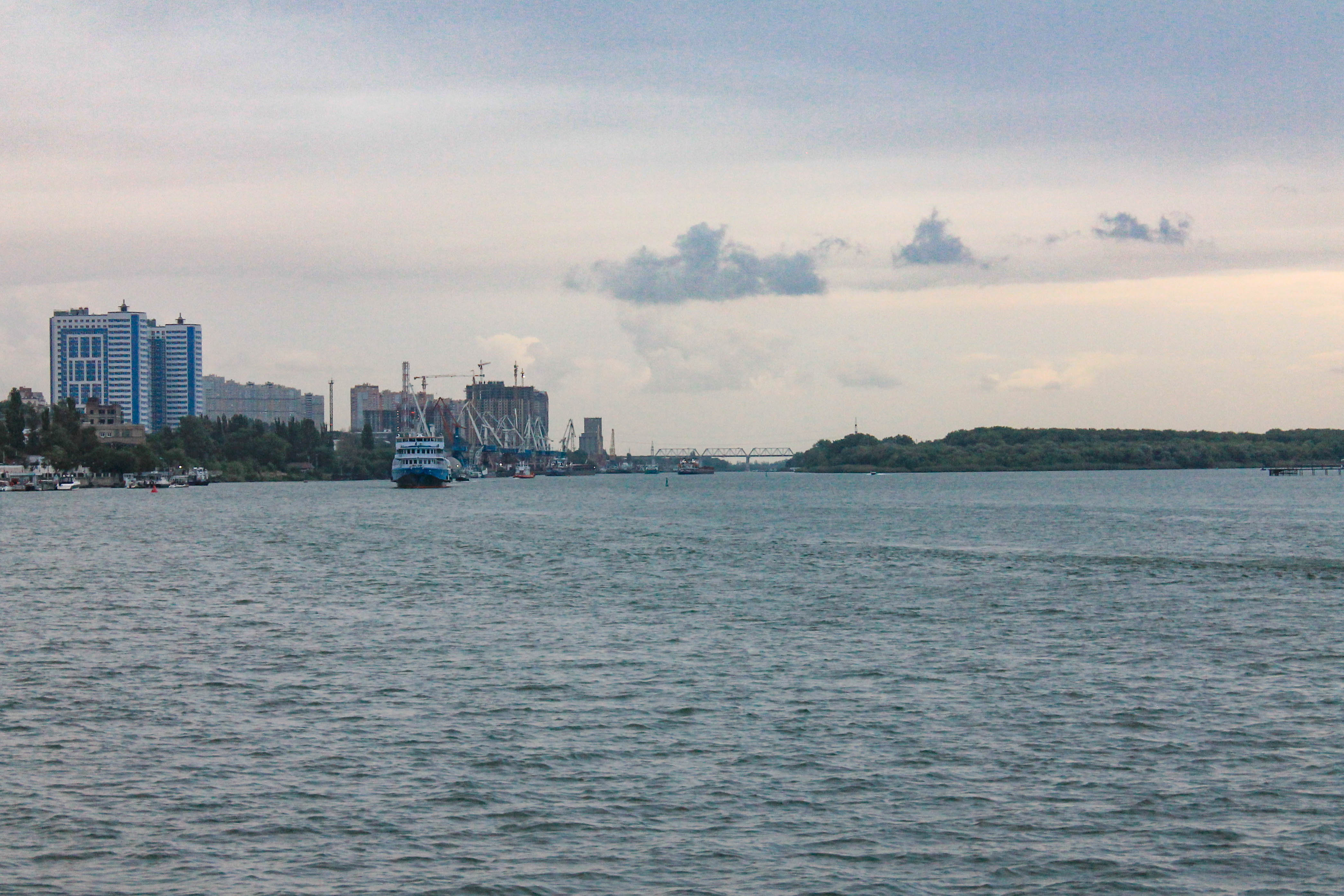
A Nahicseván-csatorna

## Fordítás
- Ez a szócikk részben vagy egészben  a   Zelyony Island (Rostov-on-Don) című angol Wikipédia-szócikk ezen változatának fordításán alapul.  Az eredeti cikk szerkesztőit annak laptörténete sorolja fel. Ez a jelzés csupán a megfogalmazás eredetét és a szerzői jogokat jelzi, nem szolgál a cikkben szereplő információk forrásmegjelöléseként.